# منور (روستا)
منور یکی از روستاهای استان آذربایجان شرقی است که در دهستان رودقات بخش صوفیان شهرستان شبستر واقع شده‌است. این روستا در ۷۵کیلومتری مرکز شهرستان و۲۵کیلومتری تبریز قراردارد. ۱۰۰ خانوار با ۴۰۰ نفر جمعیت می‌باشد که به شغل کشاورزی و دامداری مشغول هستند.
نام اصلی منور، مینور می‌باشد یعنی مین ور (هزار خانه)، در قدیم روستای مینور خیلی بزرگ بوده و حدود اراضی روستای مینور نسبت به سایر روستاهای همجوار خیلی بزرگ هست.
روستای مینور دارای قنات‌های زیادی بوده و الان هم برخی از آنها در حال استفاده می‌باشد.
بر اساس شواهد چینه ای سنگ‌های آتشفشانی منطقه منور سنی از میو- پلیوسن تا پلیو- کواترنری دارند. سنگ‌های آتشفشانی بیشتر از نوع داسیت، ریوداسیت، آندزیت، آندزیت بازالتی و تراکی آندزیت می‌باشند. در نمودارهای عنکبوتی این سنگ‌ها غنی شدگی از عناصر LREE و LILEنسبت به HREE و HFSE, تهی شدگی و آنومالی منفی Ti, Nb و Ta (TNT) و نسبت‌های بالای Ba/Nb و Ba/Ta را نمایان می‌سازند که نشانگر شکل‌گیری آنها در قوس‌های قاره ای و قوس‌های بعد از تصادم هستند. مقادیر بالای SiO2 برابر با ۵۵ تا ۶۶ درصد وزنی و پایین بودن مقادیر MgO, Y و Yb و نسبت‌های بالایSr/Y و La/Yb بیانگر شکل‌گیری آنها از یک ماگمای آداکایتی پرسیلیس در منطقه است. با توجه به این شواهد و بررسی الگوهای پراکندگی عناصر نادر خاکی نشان دهنده تشکیل ماگما از ذوب بخشی پوسته ضخیم شده پس از برخورد است